# Ерік Кемпбелл (політик)
Ерік Кéмпбелл (англ. Eric Campbell; 11 квітня 1893, Янг, Новий Південний Уельс, Австралія – 2 вересня 1970, Канберра, Австралійська столична територія, Австралія) — австралійський політичний діяч, військовий офіцер і згодом соліситор, голова ультраправої організації «Нова гвардія» у Новому Південному Уельсі в Австралії.
Під час Першої світової війни Кемпбелл командував артилерійськими підрозділами на Західному фронті й дослужився до звання майора. Після війни, у 1919 році, здобув юридичну освіту й став соліситором у Сіднеї. Близько шести років після повернення з фронту продовжував службу в резервних частинах армії. У 1925 році Кемпбелл разом із ще одним колишнім військовим з Австралійського імперського війська організував групу з п’ятисот осіб, яка мала допомагати уряду в боротьбі з робітничими протестами та підтримати його спроби депортувати двох профспілкових лідерів.
Юридична кар’єра Кемпбелла складалася успішно, але після початку Великої депресії та приходу до влади лейбористського уряду Джека Ленга в Новому Південному Уельсі він долучився до таємної консервативної організації, відомої як «Стара гвардія». У лютому 1931 року він заснував її бойове відгалуження — «Нову гвардію», яка виступала проти уряду Ленга, комуністів та лівих профспілок. Організація швидко зростала, і до 1932 року в її лавах налічувалося приблизно 60 тисяч осіб. Це стало можливим завдяки військовій дисципліні, добре організованій системі вербування та чіткій командній структурі. З січня по серпень 1933 року Кемпбелл подорожував Європою, де встановлював контакти з британськими, німецькими та італійськими фашистськими рухами. Після повернення до Австралії він почав запроваджувати у «Новій гвардії» нацистські вітання, парамілітарні ритуали та інші зовнішні ознаки тоталітарних режимів. Одночасно він відкрито висловлював своє захоплення Адольфом Гітлером і Беніто Муссоліні. Це призвело до того, що членство в організації почало стрімко скорочуватися, особливо після відставки Ленга в травні 1932 року.
Коли вплив «Нової гвардії» ослаб, Кемпбелл спробував себе у політичній діяльності й наприкінці 1933 року заснував «Центральну партію», яка прагнула зруйнувати партійну систему. Проте на виборах 1935 року в Новому Південному Уельсі партія зазнала повного провалу й незабаром припинила існування. У 1941 році Кемпбелл повернувся до свого рідного міста Янг і фактично відійшов від публічного життя. У 1945 році він безуспішно намагався балотуватися до федерального парламенту від Аграрної партії.
У 1965 році він видав мемуари «The Rallying Point», у яких виклав власний погляд на створення «Нової гвардії». Ерік Кемпбелл помер у Канберрі в 1970 році.

## Життєпис

### Раннє життя
Ерік Кемпбелл народився 11 квітня 1893 року в місті Янг, що розташоване в регіоні Південно-Західних Схилів штату Новий Південний Уельс. Він був наймолодшою дитиною Аллана Кемпбелла та Флоренс (уродженої Рассел). Його батько був місцевим юристом. Ерік мав трьох старших братів. Освіту він здобував приватним чином, а після цього почав працювати у батьковій юридичній конторі на посаді стажера-юриста.
Кемпбелл служив у званні сержанта у рядах старших кадетів Нового Південного Уельсу. У 1911 році він вирушив до Великої Британії як учасник Коронованого кадетського контингенту Нового Південного Уельсу, щоб узяти участь у параді на честь коронації короля Георга V і королеви Марії в червні того року. Під час перебування контингенту в Англії король особисто провів його огляд. У листі, опублікованому в сіднейській газеті «Evening News», Кемпбелл писав: «Він поставив мені кілька запитань під час огляду – я був єдиним кадетом у контингенті, до кого він звернувся».
Наприкінці 1913 року Кемпбелл вступив до добровольчих підрозділів Австралійської польової артилерії. У січні 1914 року отримав тимчасове звання лейтенанта польової артилерії.

### Військова служба

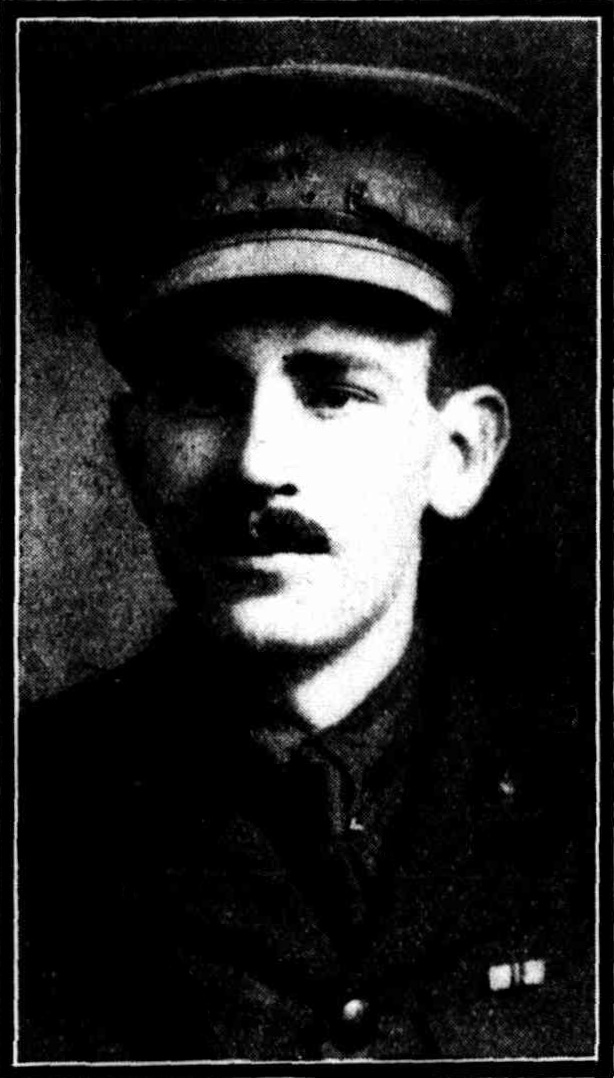
Майор Ерік Кемпбелл (вересень 1917)

Ерік Кемпбелл записався до Австралійських імперських сил в місті Янг 1 квітня 1916 року та був зарахований до 27-ї батареї 7-ї бригади польової артилерії. Завдяки попередній службі у рядах добровольчих артилеристів він одразу отримав звання капітана. У травні Кемпбелл вирушив із Сіднея на військовому кораблі «H.M.A.T. Argyllshire». 29 грудня 1916 року він перетнув Ла-Манш і прибув до Франції, де взяв участь у бойових діях на Західному фронті. У липні 1917 року його перевели до 12-ї австралійської (армійської) польової артилерійської бригади, підвищили до звання майора та призначили командиром 46-ї батареї. У листопаді 1917 року Кемпбелл був отруєний газами, тому відправлений на лікування до Лондона. Його виписали у січні 1918 року, і вже у лютому він повернувся на фронт.
У квітні 1918 року його вдруге уразило газом у Робекі, на півночі Франції, утім він залишився на службі. Його батарея брала участь у боях біля Стразееля в червні, а з серпня до листопада 1918 року вела бої на Соммі аж до завершення війни.
Кемпбелл нагороджений Орденом «За видатні заслуги» 31 грудня 1918 року. У лютому 1919 року він покинув Велику Британію на борту «S.S. Anchises» і прибув до Сіднея 18 квітня. У червні 1919 року його офіційно демобілізували.

### Повоєнний час
Після повернення до Сіднея Кемпбелл здобув юридичну освіту та 29 серпня 1919 року отримав право на роботу адвокатом. З 1920 по серпень 1926 року він працював у партнерстві з адвокатом Септімусом Роу в офісі на Пітт-стріт у Сіднеї. У цей час Кемпбелл надалі залишався на військовій службі, командував 9-ю бригадою польової артилерії на базі Голсворті у південно-західному Сіднеї в званні майора.
У грудні 1924 року Кемпбелла підвищили до звання підполковника у резервних військах. У 1924–1925 роках він проходив службу у званні штатного офіцера Генерального штабу при генерал-майорі Чарльзі «Діггері» Бранді, командувачі округу у Вікторія-Баракс.
Кемпбелл вів активне соціальне життя, був членом кількох клубів, зокрема Імперського військового клубу для колишніх офіцерів та елітного «Union Club». Він захоплювався гольфом і входив до «Royal Sydney» та «Killara Golf Club». Крім того, Кемпбелл був масоном і членом «Rotary Club» у Сіднеї.

### «X Force»
Після Першої світової війни Австралійська спілка моряків здобула репутацію бойової профспілки, яка активно боролася за покращення умов праці. У січні 1925 року спілка розпочала конфлікт із судновласниками щодо права на відбір екіпажів. Це спричинило низку страйків, пов'язаних із питанням контролю над працевлаштуванням. Судновласники намагалися домогтися через Арбітражний суд скасування реєстрації профспілки. Загальний страйк моряків у червні-липні 1925 року призвів до значних перебоїв у судноплавстві, а консервативні політики покладали провину за заворушення на комуністів та «іноземних агітаторів». Увага суспільства зосередилася на головах профспілки — її президенті Томі Волші та секретареві Якобі Джонсоні, які народилися за межами Австралії.
30 травня 1925 року Лейбористська партія на чолі з Джеком Ленгом перемогла на виборах у Новому Південному Уельсі, отримавши більшість у два місця. Ленг став прем'єр-міністром і скарбником у новому уряді штату.
У липні 1925 року федеральний уряд, очолюваний прем'єр-міністром Стенлі Брюсом, ухвалив поправку до Закону про імміграцію, яка дозволяла уряду під час «серйозних промислових заворушень» депортувати іноземних профспілкових організаторів. Брюс планував використати цей закон проти Волша та Джонсона, очікував масових протестів робітників у відповідь. У серпні 1925 року уряд ухвалив Закон про миротворців, що дозволяв призначати «миротворчих офіцерів» з повноваженнями поліцейських для «збереження громадського порядку по всій Австралії». Наприкінці серпня Волшу та Джонсону вручили повістки для явки перед Депортаційною комісією в Сіднеї. Після слухань комісія ухвалила, що їхня присутність в Австралії «завдає шкоди миру, порядку та належному управлінню Співдружності». 14 листопада 1925 року коаліція Брюса виграла федеральні вибори, під час яких головною темою кампанії стала боротьба з «індустріальною анархією». 20 листопада, уночі, Волша та Джонсона заарештували федеральні поліцейські та відправили на острів Гарден-Айленд.
Під час їхнього ув’язнення Еріка Кемпбелла відвідав його давній знайомий з війська Вільям Джон Скотт. Вони познайомилися у 1919 році в демобілізаційному таборі в Англії та стали друзями. Скотт повідомив Кемпбеллу, що прем’єр-міністр Брюс наказав йому організувати загін із 500 колишніх офіцерів Австралійського імперського війська для допомоги поліції у разі масових протестів профспілок. Кемпбелл погодився та, як згодом стверджував, «виконав завдання всього за кілька днів у повній таємниці». Ще в жовтні «Labor Daily» опублікувала статтю, в якій посилалась на «надійне джерело» і викривала плани уряду щодо створення таємної сили, яку порівнювали з італійськими фашистами. У документі йшлося про «необхідність суворої секретності» та інструкції знищувати всі письмові накази шляхом спалення. У ньому згадувалися місця збору під кодовою назвою «X-станції», через що загін отримав назву «Сила X». Однією з таких локацій мав стати штаб у Вікторія-Баракс, де Кемпбелл працював помічником командувача генерал-майора Бранда.
11 грудня 1925 року Високий суд Австралії ухвалив звільнення Волша та Джонсона, визнавши рішення Депортаційної комісії незаконним. Очікувані масштабні протести так і не відбулися, а «Сила X» зникла в тіні. Загін, який зібрали Кемпбелл і Скотт, став першою спробою створення секретної воєнізованої структури для підтримки консервативного федерального уряду. Це був лише початок подальшої діяльності Кемпбелла в цьому напрямку.

### Юридична діяльність
У серпні 1926 року партнерство між Еріком Кемпбеллом і Септімусом Роу, які працювали адвокатами в «Rickard House» на Пітт-стріт, 84 у Сіднеї, розірване «за взаємною згодою». Після цього Кемпбелл продовжив юридичну діяльність під назвою «Campbell and Campbell» разом зі своїм старшим братом Алланом. Вони тимчасово орендували офіси у «Rickard House». У січні 1930 року до партнерства приєднався ще один брат — Вільям Кемпбелл з Оранжа, після чого фірма перейменована на «Campbell, Campbell and Campbell». Четвертий брат, Ніл Кемпбелл, також був пов’язаний із сімейною юридичною справою, працював на посаді бухгалтера.
У липні 1928 року Кемпбелл виступав адвокатом відомих авіаторів Чарльза Кінгсфорд-Сміта та Чарльза Улма у справі проти Кейта Андерсона, який претендував на частку прибутків від нещодавнього транстихоокеанського перельоту, здійсненого двома пілотами, а також на частку у власності літака «Southern Cross». Андерсон — льотчик, подорожував до Америки разом із Кінгсфорд-Смітом і Улмом для участі у транстихоокеанському перельоті, був змушений повернутися до Австралії, коли ще тривали підготовчі роботи, і не зміг повернутися, щоб взяти участь у польоті. Його позов остаточно врегульовано у лютому 1929 року без будь-яких грошових виплат.

### «Стара гвардія»
У жовтні 1929 року в Австралії відбулися дві події, які спричинили суттєві зміни в економічній, соціальній та політичній сферах. 12 жовтня Австралійська лейбористська партія на чолі з Джеймсом Скалліним здобула переконливу перемогу на федеральних виборах, а чинний прем’єр-міністр Стенлі Брюс навіть втратив своє місце в парламенті. Лейбористи успішно представили Брюса як політика, який прагнув послабити права працівників через демонтаж системи трудового арбітражу. Наприкінці жовтня стався крах Нью-Йоркської фондової біржі, що спричинило глобальну економічну кризу та початок «Великої депресії». Протягом наступного року рівень безробіття в Австралії стрімко зростав. У відповідь уряди різних штатів ухвалювали жорсткі заходи економії: скорочували державні витрати, зменшували зарплати держслужбовцям і згортали громадські роботи. Однак у Новому Південному Уельсі голова опозиції Джек Ленг рішуче виступив проти таких заходів. Його популістська риторика знайшла підтримку серед виборців, і в жовтні 1930 року Ленг тріумфально переміг на виборах у штаті.
Ерік Кемпбелл дотримувався політичної філософії, що побудована на ідеях індивідуальної свободи та мінімального втручання уряду. Тому повторне обрання Ленга, який відверто підтримував робітничий рух, було для нього неприйнятним. Кемпбелл із тривогою спостерігав за «агресивним патерналізмом» політики Ленга та переконався, що реалізація його плану спричинить «серйозні громадянські заворушення».
Наприкінці 1930 року Кемпбелл став вербувальником для секретної організації «Рух» (пізніше відомої як «Стара Гвардія»). Це таємна група, яку заснувала група консервативних бізнесменів, колишніх офіцерів та землевласників у відповідь на кризу й побоювання щодо ліворадикального курсу уряду Ленга. Головними організаторами «Руху» були впливові підприємці Філіп Голдфінч і Роберт Гіллеспі (перший голова центрального комітету). «Стара Гвардія» позиціонувала себе як контрреволюційний рух, відданий збереженню чинного ладу та захисту Британської імперії. Організація була готова до мобілізації у разі «серйозних заворушень» для підтримання життєво важливих служб і захисту майнових прав.

### Нова гвардія

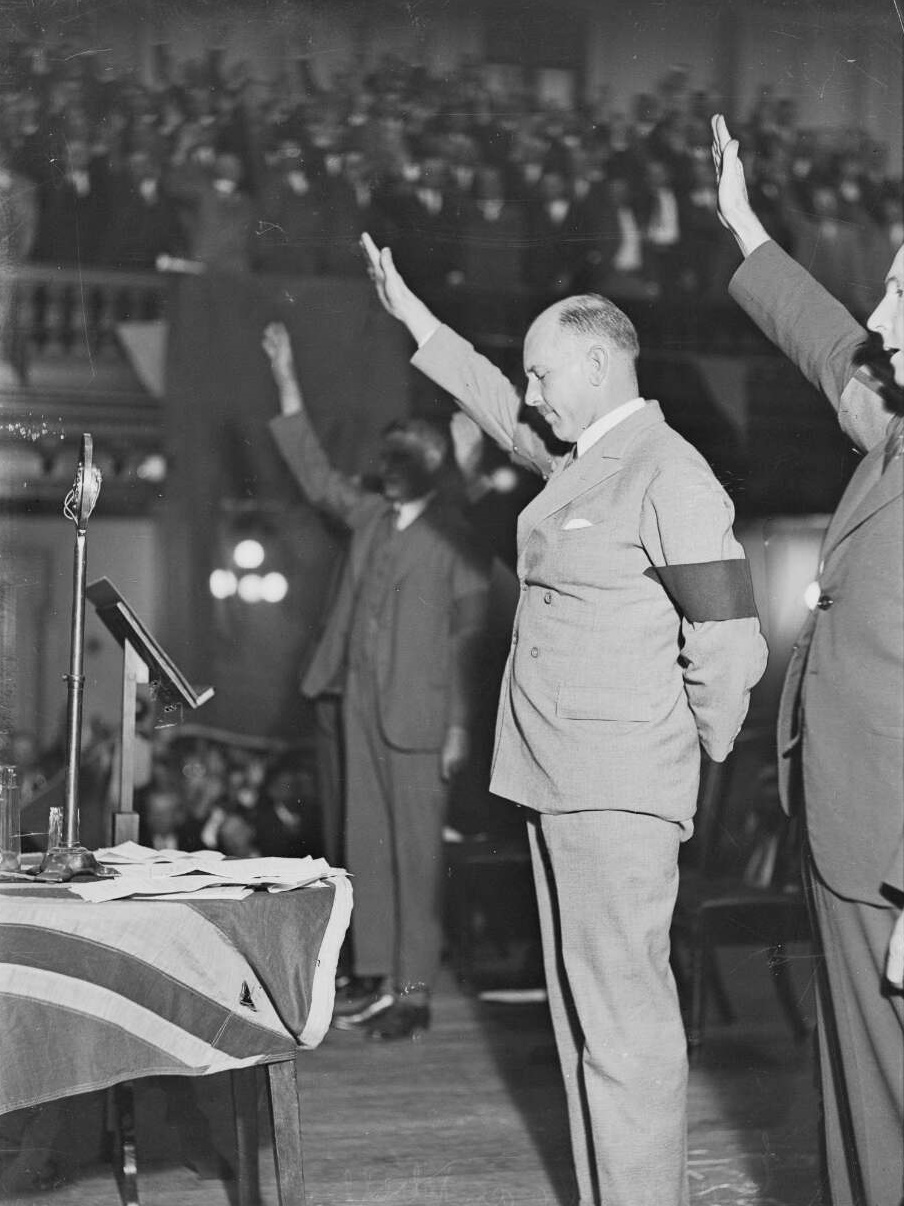
Лідер Нової гвардії полковник Ерік Кемпбелл на сцені; 17 грудня 1931 року

#### Початки
Незабаром після свого утворення наприкінці 1930 року, в «Старії гвардії» виникли напруження з приводу того, наскільки таємною і агресивною має бути організація. Група в межах руху, яку очолював Ерік Кемпбелл, виступала за більш рішучі та активні методи, а не просто чекати, поки розпочнеться безлад. Кемпбелл почав агітувати за «більш агресивний, «мужній» і мілітаризований підхід», чому Голдфінч і Гіллеспі протистояли, тому «Кемпбелл був ввічливо запрошений піти у відставку».
18 лютого 1931 року Кемпбелл разом з сімома своїми особистими друзями та бізнес-партнерами (переважно колишніми офіцерами) зустрілися в Імперському Сервісному Клубі в Сіднеї з метою утворення відокремленої організації під назвою «Нова Гвардія». Кемпбелл приніс проект політики для розгляду на зустрічі у формі військового посвідчення, яке мали підписати всі потенційні члени. Проект політики для «Нової гвардії» містив такі пункти:
- Основні принципи: «незмінна вірність» Британській імперії та її суверену; підтримка «розумного та чесного представницького уряду» в Австралії та «пригнічення будь-яких зрадницьких і аморальних елементів у політичних, промислових і соціальних колах»; «скасування партійної політики» і «збереження повної свободи громадянина».
- Для тих, хто підписався під її принципами, мета організації полягала в тому, щоб «об’єднати всіх лояльних громадян незалежно від віри, партії, соціального чи фінансового становища» в одну асоціацію, яка пообіцяла «лояльну підтримку» «належно призначеній Генеральній Раді» «Нової гвардії».
- Що стосується принципів, цілей і політики «Нової гвардії», то «приймати і реалізовувати без страху чи упереджень такі дії, які час від часу будуть у реальних інтересах Австралії».

Особисту Кемпбелл тлумачив «таку дію», яку має виконати «Нова гвардія», включало можливість незаконних дій. Крім зазначеної мети «збереження закону і порядку та підтримки послуг», Кемпбелл додав ще одну мету: «зірвати будь-яку спробу, конституційну чи не конституційну, уряду нав’язати соціалізм народу».
Кемпбелл став головою «Нової гвардії», згодом розпочалась масова вербовка у квітні 1931 року, пропагувалася ідеологія, яку Кемпбелл сформулював у вигляді посвідчень для підписання всіма членами «Нової гвардії». Для вербування застосовувалися ефективні військові методи, з підрозділами, розподіленими по місцевостях, а також призначенням місцевих організаторів і комітетів для контролю місцевих зусиль з набору нових членів. Списки членів велися надсилалися до головного штабу і показували відвідування місцевих зборів і мітингів «Нової гвардії». До травня 1931 року «Нова гвардія» стверджувала, що її «членство налічує багато тисяч відповідальних громадян», які проводили зустрічі «в кожній місцевості по всіх передмістях».
22 липня 1931 року відбулася зустріч, яку описали як «Лояльна зустріч Нової гвардії», на якій зібралося чотири тисячі осіб. Під час свого виступу Кемпбелл заявив, що організація «рішуче налаштована і повністю готова, і, за милістю Божою, здатна запобігти цьому Штату від перетворення на радянську державу, будь це спроба через відкриті повстання організованих сил комунізму або через революційні закони».
Ораторський стиль Кемпбелла описували як «завжди дубовий, його промови були безладними та розрізненими, а манера виступу — натягнутою». У молодості історик-трудовик Робін Голлан відвідав мітинг «Нової гвардії» у Вуллонгонгу і «нудьгував через довготривалі промови» Кемпбелла та Френсіса де Гроота; згодом він згадував, що «це невдала імітація нюрнберзького мітингу». Юридична діяльність Кемпбелла продовжувала процвітати, навіть у роки Великої депресії. За його словами: «Я мав майже князівський дохід за тодішніми мірками від роботи, що процвітала, яка, незважаючи на Депресію, тримала нас зайнятими, працюючи для ліквідаторів і приймачів, замість покупців і продавців, як у часи буму».
У ніч на 11 грудня 1931 року великий контингент членів «Нової гвардії» зірвали зустріч у Кінгс-Кросс на підтримку кандидата від Комуністичної партії в Сенат на майбутніх федеральних виборах. Вороже налаштована частина натовпу спочатку намагалася заглушити голоси ораторів «співом патріотичних пісень». Пізніше гвардійці здійснили чергові напади на трибуну спікерів, оточену прихильниками комуністів, яких, за оцінками, було близько двохсот, яких «охороняв міцний кордон поліції». Коли поліція намагалася відтіснити «натовп, що тиснув», трьом поліцейським кинули в обличчя мелений каєнський перець. Зрештою натовп прорвався через поліцейський ряд і «розтрощив трибуну», коли поліція супроводжувала людей, що виступали з місця події. У грудні 1931 року федеральний лейбористський уряд Скалліна зазнав повної поразки, і до влади прийшла партія «Об’єднана Австралія» на чолі з Джозефом Лайонсом.
«Нова гвардія» налічувала близько 60 тисяч членів на піку свого розвитку в 1931 та 1932 роках, до її складу також входила невелика кількість жінок як допоміжна група. Організація була переважно представлена середнім класом, до якого входили здебільшого міські професіонали та дрібні підприємці. Членство робітничого класу різнилося залежно від місцевості, і загалом «Нова гвардія» стикалася з протидією з боку робітників і профспілок (хоча праві профспілки, такі як «Профспілка залізничників», підтримували її). Більшість керівництва «Нової гвардії» служила у званні офіцера під час Першої світової війни і продовжувала називати себе за найвищим військовим званням, якого досягла. Серед звичайних членів колишні військові були представлені значно менше (оцінюється як одна п’ята у внутрішньоміській місцевості).
У січні 1932 року Кемпбелла притягнуто до відповідальності за використання образливих слів на адресу прем’єра Нового Південного Уельсу Джека Ланга під час виступу лідера «Нової гвардії» у кінотеатрі «Lane Cove». Кемпбелл назвав Ланга «негідником», «буфоном» і «тираном» у своїй промові. 2 лютого 1932 року в Центральному суді магістрату головний суддя погодився, що слово «негідник», яке Кемпбелл застосував до прем’єра, було очевидно образливим, і наклав штраф у розмірі двох фунтів (з додатковими вісьмома шилінгами на судові витрати).

#### Діяльність

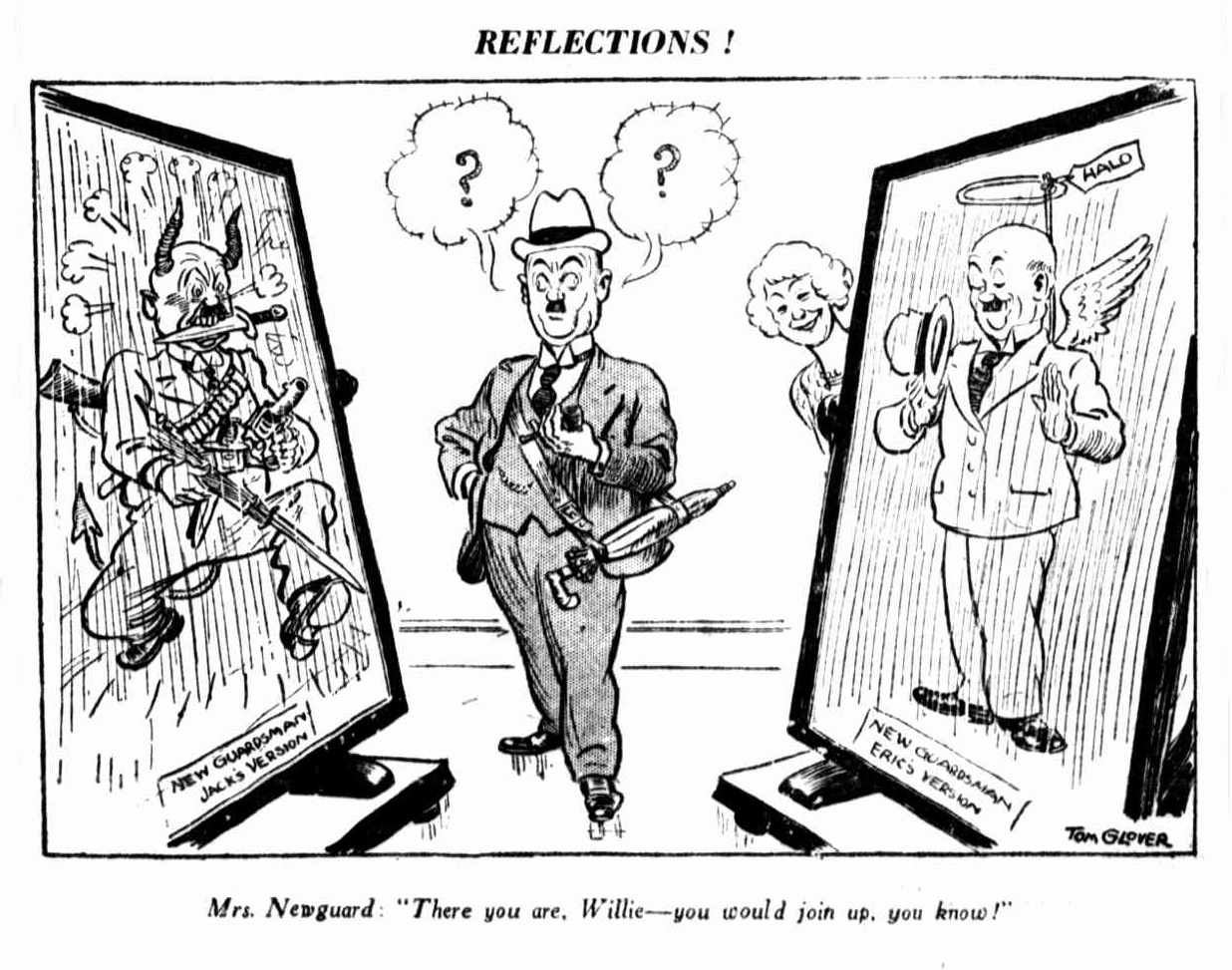
«Роздуми», карикатура Тома Гловера, опублікована в The Sun (Сідней), 12 травня 1932 року

18 лютого 1932 року «Нова гвардія» провела мітинг у Сіднейській ратуші, щоб відзначити першу річницю створення організації. Зал був переповнений, а заходи транслювалися для великого натовпу зовні. Під час своєї промови Кемпбелл заявив, що «якщо сили [комуністичної] революції спробують щось вчинити, і якщо Рада дії так вирішить, «Нова гвардія» зможе взяти під контроль державу без жертв».
Члени «Нової гвардії» регулярно брали участь у зриваннях зборів лівих організацій та організацій безробітних, часто з насильницькими намірами. Маючи доступ до автомобілів, гвардійці могли швидко мобілізуватися, щоб перешкоджати та розганяти збори по всіх передмістях Сіднея. Увечері 26 лютого 1932 року близько трьохсот членів «Нової гвардії», які їхали на п’ятдесяти автомобілях, зірвали «комуністичний мітинг», що проводився у парку Томпсона в Банкстауні. Гвардійці оточили трибуну і співали патріотичні пісні. Тим, хто «не зняв капелюха під час виконання Державного гімну», капелюхи «збивали з голови». Пізніше почалися сутички, і було викликано поліцію, але гвардійці вже встигли роз’їхатися до їх прибуття. Того ж вечора аналогічним чином зірвано збори «Руху безробітних» у Ньютауні.
На початку січня 1932 року, у відповідь на повідомлення про неконтрольовані лісові пожежі в центральному заході Нового Південного Уельсу та заохоченням газети «The Sun», «Нова гвардія» вирішила відправити двісті добровольців до Кобара для допомоги у гасінні пожеж. П’ять двоповерхових автобусів були надані підприємцем Фредеріком Стюартом, директором «The Sun», а паливо, їжа та обладнання надані нафтовими компаніями та великими рітейлерами з Сіднея. Конвой вирушив 9 січня та прибув до Кобара через три дні, де дізнався, що всі основні пожежі вже були під контролем.
Незадовго до офіційного відкриття Сіднейського мосту Гарбор-Брідж 19 березня 1932 року зональний командувач «Нової гвардії» Франсіс де Грут під’їхав до офіційної делегації на коні та перерізав стрічку мечем. Після того, як стрічка була перерізана, він виголосив: «Я оголошую цей міст відкритим від імені народу Нового Південного Уельсу, від імені здорового глузду та порядної політики». Де Грут був капітаном 15-го Гусарського полку та британського танкового корпусу і одягнений у свою військову форму цього дня. Поліція утримувала голову коня, а Де Грута скинули з коня та забрали з місця події.
Ранком 6 травня 1932 року видатний профспілковий лідер і прихильник Ланга Джок Гардн був розбуджений уночі у своєму будинку в Марубрі та заманений у свій двір вісьмома чоловіками, які видавали себе за поліцію, після чого він був «жорстоко побитий», можливо, з наміром викрасти його. Гардн покликав своїх двох синів, які разом з сімейним собакою вступили в бійку. Коли хтось вигукнув: «У нього є пістолет», семеро нападників поспіхом втекли на автомобілі, залишивши одного з них, Вільяма Скотта, приваленого до паркану собакою. Скотт був заарештований на наступний день поліцією, а решта семеро нападників згодом затримані. 9 травня восьмеро чоловіків, «які ймовірно були членами «Нової Гвардії», засуджені до трьох місяців ув’язнення кожен.

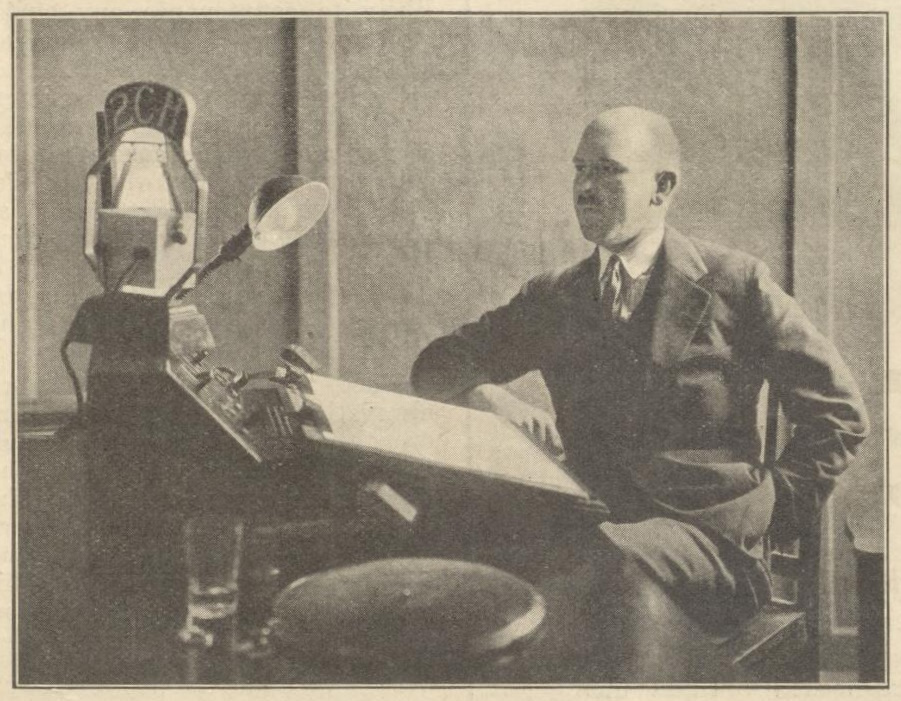
Кемпбелл транслює зі студії 2CH, Сідней, вересень 1932 року.

Кемпбелл використовував засоби комерційного радіо для спілкування з членами «Нової гвардії» та поширення своєї ідеї серед нової аудиторії. Інші вважали, що його радіо-трансляції були спробою стримати зменшення кількості членів. Під час ефіру у вересні 1932 року він заявив, що одним із принципів «Нової гвардії» є «пригнічення нелояльних елементів у суспільстві та урядових колах». Кемпбелл додав, що причина поточних умов — це «ледачі, надані задоволенням, боязкі люди, які складають більшість австралійців на сьогоднішній день». У промові 1 грудня 1932 року Кемпбелл описав австралійців як «слабких, ледачих і неіндустріальних, неспроможних утримати свою землю від загарбника», заявивши, що вони «жалюгідно провалилися як опікуни Імперії».
Френсіс де Грут подав у відставку з Нової Гвардії в листопаді 1932 року «як вираз своєї незадоволеність керівництвом та напрямком політики». У грудні 1932 року повідомлялося, що Кемпбелл вирушить до Великої Британії на початку січня.

#### Закордонна подорож

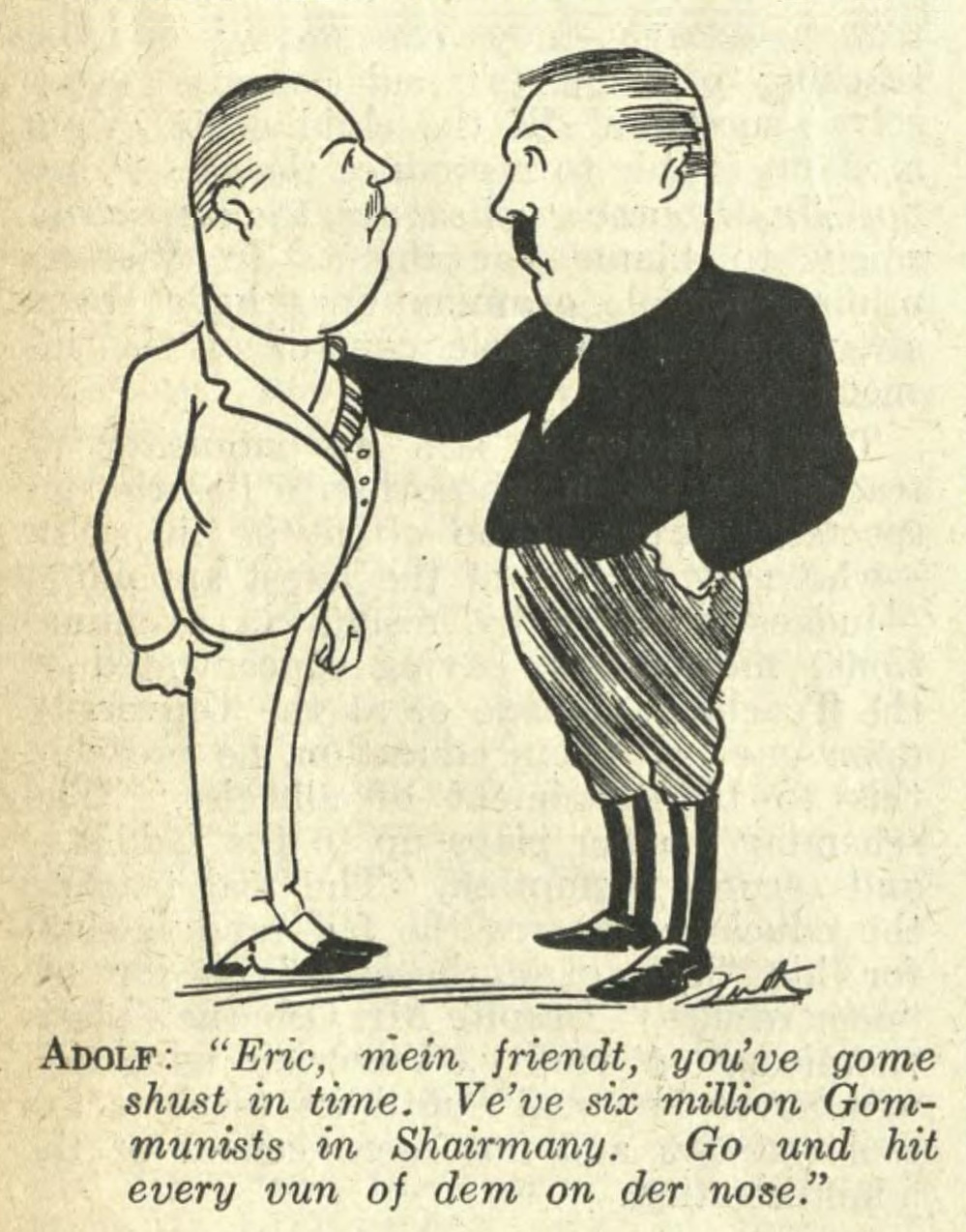
Карикатури на Кемпбелла та Адольфа Гітлера від Джона Фріта (The Bulletin, 8 лютого 1933 р.)

6 січня 1933 року Кемпбелл вирушив у тур Європою для доповнення «своїх даних про фашизм». Під час від'їзду з Сіднея на борту «R.M.S. Oronsay», Кемпбелл «проводжений пароплавом, повний його прихильників». В Англії Кемпбелл мав змогу зустрітися з британським фашистським лідером сером Освальдом Мослі та його дружиною у їхньому будинку за обідом. У Берліні та Римі його засмутило те, що він не зміг зустрітись ані з Гітлером, ані з Муссоліні, ʼзадовольняючись їхніми підлеглими». У Берліні він спостерігав парад ста тисяч нацистів, ʼякі марширували під час гусарського кроку повз колишній Імператорський палац на Унтер-ден-Лінден».
У Лондоні Кемпбелл отримав запрошення виступити з промовою в штаб-квартирі Британського союзу фашистів (БСФ). 6 квітня 1933 року лідер «Нової гвардії» був урочисто супроводжений двома сотнями фашистів у чорних сорочках від Вайтхолла до штабу БСФ біля Парламенту. Коли він увійшов, сходи були заповнені фашистами, «які стояли на місці, вітаючи». Під час своєї промови Кемпбелл передбачив, що «час не за горами, коли Імперією будуть правити фашисти». Він заявив, що організація «Нової гвардії» в Австралії «майже дорівнює тій, що у Муссоліні», і сказав, що «накази повинні виходити від однієї людини», додавши: «Я один даю накази, і «Нова гварлія» виконує їх до букви». Журналіст, який описав подію, зазначив, що фашисти «наполегливо вимагали, щоб представники преси також приєдналися до салюту, коли пан Кемпбелл залишав будівлю».
Під час мандрівки Кемпбелла в Європі центральний штаб «Нової гвардії» «керував підрозділами залізною рукою». Був створений «таємний поліцейський підрозділ». який відвідував усі збори і доповідав про випадки нелояльності, часто призводячи до вигнання членів.
Кемпбелл повернувся до Сіднея на борту «R.M.S. Oronsay» на початку серпня 1933 року, «захоплений фашистською трансформацією Європи». На запитання про нещодавні публікації в пресі щодо «німецьких звірств проти євреїв» Кемпбелл відповів, що «всі євреї, яких він бачив, були добре одягнені та товсті, і їли в дорогих ресторанах».

#### Зустрічі
На засіданні «Нової гвардії» в ратуші Ешфілда 7 вересня 1933 року Кемпбелл «присвятив більшу частину своєї промови прославленню німців, особливо гітлеризму», а також висловив підтримку італійському фашизму. Він заявив, що «ми, «Нова гвардія», втомилися від партійних політиків» і передбачив, що рух стане «організуючим і захисним чинником» на наступних виборах у Новому Південному Уельсі. Після його виступу, під час збору коштів, інший оратор зауважив, що «Нова гвардія» не є багатою організацією і не фінансувала поїздку одного з її членів, який щойно повернувся з Європи».
Після повернення до Австралії Кемпбелл запровадив у «Новій гвардії» «низку фашистських атрибутів». На публічних заходах його оточувала десятка охоронців, які «клацали підборами і марширували строєм», а нацистське вітання стало звичним на зборах. Була прийнята уніформа: біла сорочка, сірі фланелеві штани, сіра краватка і пурпурні нарукавні пов'язки. Після впровадження цих ритуалів, «включно з привітанням охорони при його прибутті та постійними зверненнями про пожертви на утримання штабу», у русі почало зростати невдоволення.
16 жовтня 1933 року Кемпбелл виступив перед студентами університету на запрошення Товариства з питань громадських дебатів. Він виконав фашистське вітання, викликавши «сміх і вигуки» в аудиторії. У своїй промові він розкритикував зусилля Ліги Націй, спрямовані на «стримування озброєння Німеччини». Він прогнозував, що «якщо нинішня політика стримування німецьких озброєнь триватиме», Європа «незабаром буде втягнута» у війну.
У листопаді 1933 року кількість членів «Нової гвардії» зменшилася на 38500 осіб за останні дванадцять місяців.
У листопаді 1933 року відбулася спроба усунути Кемпбелла з керівництва «Новою гвардією». На конференції у штабі руху за адресою Джордж-стріт, 533, Сідней, 120 делегатів, які заявили, що представляють 14 із 19 основних місцевих осередків, ухвалили рішення про виключення Кемпбелла та його виконавчого комітету з організації й обрання натомість ради з 14 осіб для управління рухом. У резолюції конференції було висловлено недовіру Кемпбеллу і його команді та заявлено про «намір очистити «Нову гвардію» від усіх підривних елементів і дешевої театральщини». Повідомлялося, що «нові ідеї, запроваджені Кемпбеллом після повернення з-за кордону, стали причиною цього заколоту». Кемпбелл відреагував, заявивши, що «це була не зустріч «Нової гвардії», а збори групи людей, які виявилися непридатними для руху».

### Політика
У вересні 1933 року Кемпбелл оголосив, що «Нова гвардія» висуватиме кандидатів на наступних виборах у штаті Новий Південний Уельс від нової політичної партії «Центральна партія». Він пояснив, що це рішення ухвалили через невиконання федеральним та державним урядами «Об’єднаної Австралії» передвиборчих обіцянок «знищити комунізм і скасувати соціалістичне законодавство, ухвалене урядом Ленга». Кемпбелл додав, що метою «Центральної партії» є «зламати механізми партійної політики і позбутися продажних політиків».
На зібранні понад тисячі членів «Нової гвардії» 4 грудня 1933 року в Залі асамблей Кемпбелл заявив про намір створити сто відділень Центристської партії. Він розкритикував Об’єднану австралійську партію, назвавши її «з глиняними ногами й бетонною головою», а прем’єр-міністра штату Бертрама Стівенса та прем’єр-міністра країни Джозефа Лайонса — «пара мімів». Завершуючи промову, Кемпбелл заявив: «Я ненавиджу політику», додавши: «Політика — це блукання слизьким болотом бруду до обіцяної землі».
Наприкінці 1934 року вийшла книга Кемпбелла «The New Road». У рекламних матеріалах її представляли як працю, що «прокладає шлях до політичної свободи та промислової справедливості — книга, яка змітає партійну систему, усуває професійних політиків і звільняє народ від диктатури меншості».
У квітні 1935 року на зібранні «кількох сотень прихильників «Центральної партії» в Залі асамблей Кемпбелл оголосив про активну участь організації у виборчій кампанії. Головним завданням він назвав політичну реформу. Парламент, за його словами, складався з депутатів, яких контролювали партійні структури, і він пообіцяв змінити цю систему. Другою пропозицією стало радикальне переформатування виборчих округів: замість географічного принципу Кемпбелл пропонував систему професійного представництва, яка б відображала «різні промислові, професійні та культурні об’єднання, що складають національне життя». 

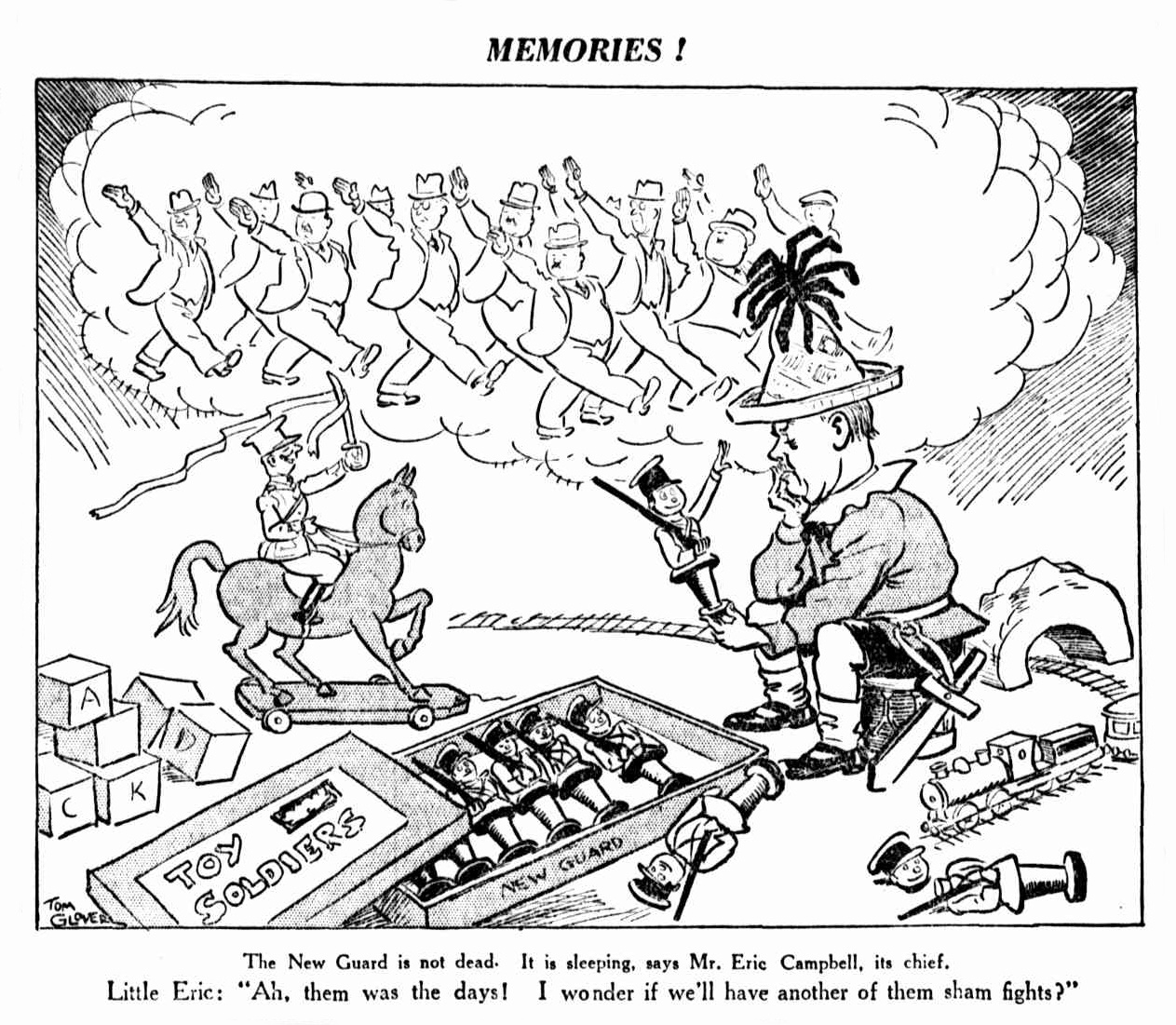
'Спогади! ', карикатура Тома Гловера, опублікована в The Sun (Сідней), 18 червня 1937 року.

У підсумку «Центральна партія» висунула лише чотирьох кандидатів на виборах у Новому Південному Уельсі 11 травня 1935 року: Еріка Кемпбелла (округ Лейн-Коув), Фергуса Манро (Хорнсбі), Джеймса Фаулера (Джорджес-Рівер) та Іноха Джонса (Арнкліфф). Кемпбелл був одним із двох кандидатів у своєму окрузі, але програв представнику Об’єднаної австралійської партії Герберту ФіцСаймонсу, набравши лише 16,7% голосів. Кемпбелл був одним із двох кандидатів у своєму окрузі, але програв представнику партії «Об'єднана Австралія» Герберту Фіц-Саймонсу, набравши лише 16,7% голосів. Двоє інших кандидатів «Центральної партії» втратили заставу через низьку підтримку.
До 1935 року Нова Гвардія «фактично занепала і втратила довіру».
У вересні 1936 року Кемпбелл взяв участь у неформальному зібранні близько сімдесяти австралійських і німецьких ветеранів у німецькому клубі «Конкордія». Австралійці були представлені як члени організацій ветеранів. Капітан Кьолер, який виступав від імені німецьких ветеранів, підняв тост за британського короля Георга VI і за фюрера Німеччини Адольфа Гітлера. Кемпбелл, виступаючи «від імені австралійських ветеранів», висловив сподівання, що «ніколи більше не буде війни між Британією та Німеччиною", додавши: «Ці народи мають спільне походження і віру, і я сподіваюся, що якщо війна все ж таки станеться, вони воюватимуть разом, а не один проти одного». На засіданні підрозділу Ліги повернених солдатів у Шервуді в листопаді 1936 року президент підрозділу Френк Сільверстоун розкритикував дії Кемпбелла, зокрема тост за Гітлера від імені австралійських ветеранів. Сільверстоун запитав, чи мав Кемпбелл повноваження виступати від імені підрозділу або будь-якої іншої державної організації ветеранів. Учасники зустрічі ухвалили рішення надіслати офіційний протест до керівництва Ліги.

#### Судова справа Дю Меньє
У 1938 році Кемпбеллу висунуто звинувачення у змові з метою перешкоджання правосуддю, а також у шахрайстві проти компанії «Du Menier Laboratories Ltd»,  дочірнього підприємства «Australian Soaps Ltd», де він обіймав посаду голови. 11 липня 1938 року Кемпбелл та двоє інших осіб були віддані до суду Центрального кримінального суду за звинуваченням у змові та лжесвідченні. За версією обвинувачення, було сфальсифіковано протокол засідання, що дозволило підсудним уникнути виплати значної суми грошей за акції, які вони мали у компанії. Судовий процес тривав дев’ятнадцять днів. На початку жовтня 1938 року присяжні визнали всіх обвинувачених невинними.
27 лютого 1939 року Ерік Кемпбелл постав перед повним складом Верховного суду Нового Південного Уельсу «з метою пояснення, чому його не слід виключати з реєстру адвокатів». Обвинувачення були пов’язані зі справою у відділі власності суду щодо зміни списку вкладників «Du Menier Laboratories». Після досягнення мирової угоди суддя Реджинальд Лонг Іннес передав звіт до Генерального прокурора, зазначивши, що має підстави вважати Кемпбелла винним у спробі підтримати сфабриковані докази шляхом навмисного лжесвідчення. 5 квітня 1939 року Верховний суд більшістю голосів (два проти одного) ухвалив, що звинувачення у лжесвідченні та причетності Кемпбелла до фальсифікації протоколів не були доведені, і тому його залишили у реєстрі адвокатів. Водночас Кемпбелла зобов’язали відшкодувати судові витрати, оскільки він "був причетний до порушень, що викликали обґрунтовану підозру".

### Повернення до Янга
Під час Другої світової війни Кемпбелл "нетривалий час служив у Школі артилерії в Пакапаньюлі" у штаті Вікторія.
У 1941 році він переїхав на маєток «Біллабула» поблизу Янга, у місті продовжив працював юристом.
У червні 1945 року Янгське відділення Аграрної партії висунуло його кандидатом на федеральних виборах у виборчому окрузі Г'юм. Після цього секретар партії країни надіслав листа до Янгського відділення, повідомивши, що «на думку керівництва партії, Кемпбелл не є відповідним кандидатом для балотування в Г'юмі». Після оголошення листа на засіданні осередку його президент, скарбник і секретар подали у відставку на знак протесту, але після одностайного голосування за довіру погодилися повернутися на посади. Відділення вирішило проігнорувати рішення центрального керівництва й повідомило, що його кандидатура залишатиметься висунутою. У жовтні 1945 року в Вагга-Вагга відбулося засідання Виборчої ради Г'юма для обрання офіційного кандидата. Кемпбелл представляв Янгське відділення та був одним із п'яти кандидатів. За результатами голосування кандидатом став бригадир Воррен Макдональд із Канберри, колишній командир бази Капука поблизу Вагга-Вагга.
26 січня 1946 року маєток «Біллабула» згорів.
У 1948 році Кемпбелл звернувся до Центрального військового архіву із заявою про заміну його медалей і нагород, знищених під час пожежі. Серед них: Орден «За видатні заслуги», Коронаційна медаль Георга V (1911) і нагрудний знак добровольця.
До серпня 1948 року його обрали до ради округу Буррангонг. У грудні 1949 року він став президентом ради.

### Пізні роки
У 1957 році Кемпбелл придбав маєток Yuemburra поблизу Ясса, куди переїхав.
У 1965 році він опублікував книгу «The Rallying Point: My Story of the New Guard».
У 1966 році переїхав до Канберри, де працював юристом, проте його здоров'я погіршувалося через травми, отримані в аварії 1959 року.
Помер від раку 2 вересня 1970 року в лікарні Канберри у віці 77 років.

## Публікації
- Eric Campbell (1934), The New Road: An Explanation of an Effective System of Selecting Governments in Keeping with Present-day Conditions, and also a Critical Commentary on Existing Institutions to Indicate the Urgent Need of Reform, Sydney: Briton Publications.